# Black Horror - Le messe nere
Black Horror - Le messe nere (Curse of the Crimson Altar) è un film del 1968 diretto da Vernon Sewell.
Pellicola horror la cui sceneggiatura è basata sul racconto I sogni nella casa stregata di Howard Phillips Lovecraft, anche se nei titoli non se ne fa cenno.

## Trama
L'antiquario Robert Manning si reca in Scozia in cerca del fratello partito per comprare oggetti d'antiquariato e non tornato. Riesce a trovare la località scozzese nella quale il fratello era andato, e qui scopre il suo cadavere.

## Distribuzione
Nel 1971 venne pubblicato il cineromanzo  omonimo Suspense, n. 11, edito da New Edigraf.